# Реммерс, Иоганн
Иоганн Реммерс (нем. Johann Remmers; 12 января 1805, Евер — 30 января 1847, Гаага) — немецкий скрипач.
Сын городского музыканта Антона Бернхарда Реммерса. Учился в Берлине у Эдуарда Рица, около 2 лет играл в берлинской придворной капелле.
В 1822—1836 гг. солист придворной капеллы в Санкт-Петербурге. Выступал и с сольными концертами; В. Ф. Одоевский отозвался об одном из них: «Реммерс имел большой успех в Германии — и по достоинству; он отличный скрипач во всех отношениях, но о многом можно было бы с ним поспорить, а для этого надобно более познакомиться с его талантом». В этот же период совершил несколько гастрольных поездок, в том числе выступал в Данциге, Гамбурге, Копенгагене, в 1832—1833 гг. побывал в Париже, но выступал там только с приватными концертами. Вёл также педагогическую деятельность; считается, в частности, что у Реммерса учился крепостной музыкант Артём Наруга, солист крепостного оркестра в имении Григория Галагана, прототип главного героя повести Тараса Шевченко «Музыкант».
Сезон 1838—1839 гг. провёл в Берлине, с успехом выступал вместе с пианистом Сигизмундом Тальбергом и флейтистом Францем Ботгоршеком. Затем некоторое время жил у себя на родине в Йевере, а с 1840 г. жил и работал в Нидерландах, выступая в Амстердаме и Гааге. В 1842—1844 гг. провёл серию длительных гастрольных поездок с пианистом Густавом Шуманом, выступив, в частности, в Штеттине, Кёнигсберге, Риге, Лемберге, Яссах, Праге и Вене. В 1845 г. выступил в Копенгагене перед датским королевским двором.